# Janet Febisola Adeyemi
Janet Febisola Adeyemi (sinh 16 tháng 7 năm 1958) là tên của một phụ nữ người Nigeria hiện đang giữ chức chủ tịch của tổ chức phụ nữ khai khoáng (tiếng Anh: International Women in Mining). Ngoài ra, bà còn phục vụ trong ủy ban phát triển chiến lược và thi hành chính sách trong nhiệm kì của thống đốc được bầu cử vào năm 2006 của bang Ondo.
Bên cạnh đó, bà từng có chức vụ trong hạ viện quốc gia, là thành viên của ban điều hành ICRC, thư kí đặc biệt cho chủ tịch về các vấn đề của quốc hội, chủ tịch của ngành công nghiệp Cacao của bang Ondo.

## Lí lịch
Bố của bà, ông Adepoju là một công chức chuyên giám sát việc làm đường ở Ile Oluji, bang Ondo. Mẹ của bà, bà Adepoju, là một thương nhân giỏi do khởi đầu bằng hai bàn tay trắng và tích góp được một khối tài sản lớn nhất thị trấn.
Janet Febisola Adeyemi lớn lên ở thành phố Jos, bang Plateau trong thời kì nội chiến. Gia đình bà suýt bị thảm sát, nhưng may mắn là người hàng xóm của bà đã giúp gia đình bà chạy trốn khỏi bang.
Bà học đại học tại IIe-Ife và nhận được bằng địa chất học. Sau khi tốt nghiệp, bà vào chương trình National Young Servive Corps và phục vụ tại đó như một nhà địa chất. Bà nhận được học bổng của ủy ban kinh tế liên bang du học ở đại học công nghệ Loughborough, Anh. Suốt thời gian đó, bà gặp chồng mình. Cả hai cùng là kĩ sư, sau khi tốt nghiệp thì về nước phục vụ.

## Tại hạ viện liên bang Nigeria
Bà được bầu vào hạ viện liên bang vào năm 1998. Bà đã đề ra nhiều dự luật và làm việc với nhiều đảng phái trong nhiều dịp. Mặc dù là thành viên của đảng chính trị thiểu số, nhưng nhờ khả năng làm việc tốt với các thành viên của những đảng chính trị khác, nên bà được xem là chiếc cầu nối giữa các đảng chính trị.
Bà Janet Febisola Adeyemi rất ủng hộ cho các buổi nghị sự về việc cải tiến và bình đẳng giới. Bên cạnh đó vào năm 2000, bà còn tài trợ cho dự luật cấm cắt âm vật, dự luật này đã thu hút nhiều học giả phương Tây.